# برونو سوريانو
برونو سوريانو ليدو (بالإسبانية: Bruno Soriano)‏ (مواليد 12 يونيو 1984 في أرتانا - إسبانيا) لاعب كرة قدم إسباني سابق، لعب لصالح نادي الدرجة الأولى فياريال الإسباني منذ 2006 في مركز الإرتكاز.

## مسيرته الكروية
لعب برونو سوريانو خلال مسيرته الاحترافية مع ناديين في أربعة عشر موسمًا وسجل خلالها 25 هدفًا ضمن 374 مباراة. ولم يفز بأي موسم بالكأس أو بالدوري.
خاض برونو سوريانو مسيرته مع نادي فياريال ب في موسم 2004–05 واستمر معه طيلة ثلاثة مواسم، مشاركًا في 57 مباراة ولم يسجل أي هدف. ثم انتقل إلى نادي فياريال في موسم 2006–07 ليلعب معه أحد عشر موسمًا، حيث شارك في 317 مباراة سجل خلالها 25 هدفًا.

## روابط خارجية
- برونو سوريانو على موقع الاتحاد الأوربي (الإنجليزية)
- برونو سوريانو على موقع قاعدة بيانات كرة القدم.إي يو (الإنجليزية)
- برونو سوريانو على موقع ناشيونال فوتبول تيمز (الإنجليزية)
- برونو سوريانو على موقع Soccerway.com (الإنجليزية)
- برونو سوريانو على موقع عالم كرة القدم.نت (الإنجليزية)
- برونو سوريانو على موقع كووورة
- برونو سوريانو على موقع AS.com (الإسبانية)